# CellFactor: Psychokinetic Wars
CellFactor: Psychokinetic Wars es un videojuego de disparos en primera persona desarrollado en Egipto por Timeline Interactive e Immersion Games y publicado por Ubisoft para PlayStation 3, Xbox 360 y Microsoft Windows. Fue lanzado el 1 de junio de 2009.

## Jugabilidad
CellFactor: Psychokinetic Wars es un shooter en primera persona de ciencia ficción. El jugador puede elegir entre tres clases, cada una con sus propias fortalezas y debilidades. The Guardian se especializa únicamente en armas y Bishop se especializa en el uso de superpoderes telequinéticos, mientras que Black-op está equilibrado en ambos. Algunos de los poderes son telequinesis, teletransportación y generar escudos de energía. Los jugadores pueden completar desafíos según la clase que eligieron, lo que puede mejorar los poderes de esa clase.

## Modos de juego
Hay 10 desafíos diferentes para cada una de las 3 clases disponibles y se pueden usar para recolectar mejoras de personajes. CellFactor: Psychokinetic Wars ofrece modos de juego que pueden jugar hasta 12 jugadores, incluidos Deathmatch, Team Deathmatch, Capture the Flag y Assault. En el modo Asalto, por ejemplo, el ataque a los jugadores se realiza pirateando la base enemiga y manteniendo el fuerte durante un tiempo determinado. Hay siete mapas que van desde entornos abiertos hasta recintos cerrados.

## Recepción
CellFactor: Psychokinetic Wars ha recibido críticas mixtas y tiene una puntuación total de 70/100 en Metacritic. IGN le dio al juego un 8/10, comentando que "está tratando de ser Unreal Tournament, pero hay algunos elementos extraños que le impiden alcanzar un nivel tan alto. de calidad", pero elogió los gráficos por ser "uno de los títulos XBLA más atractivos". GameSpot se hizo eco de la declaración anterior, que comentó que "obtienes lo que pagas con este juego de disparos en primera persona económico", citando un diseño de niveles deficiente, una falta de pulido general y un juego anticuado, como el motivo de su menor puntuación.